# پیتر گاوریلوف
پیتر گاوریلوف (روسی: Пётр Миха́йлович Гаври́лов؛ ۳۰ ژوئن ۱۹۰۰ – ۲۶ ژانویهٔ ۱۹۷۹) فرد نظامی اهل اتحاد جماهیر شوروی و قهرمان دفاع قلعه برست بود.
وی همچنین برندهٔ جوایزی همچون قهرمان اتحاد شوروی و نشان لنین شده‌است.